# THE 4TH KIND フォース・カインド
『THE 4TH KIND フォース・カインド』（原題: The Fourth Kind）は、2009年のアメリカ映画。「記録映像と再現映像からなるドキュメンタリー」風なモキュメンタリー。タイトルは「第四種接近遭遇」の意であり、J・アレン・ハイネックによる接近遭遇の3分類を援用し、一部研究者が宇宙人による誘拐として提唱している「第四種」から採られている。
米配給のユニバーサル・ピクチャーズは、映画の中で語られるアラスカ州ノームで起きた「実際の事件」とはバイラルマーケティングの一環であったことを認めている。

## ストーリー
アラスカ州ノーム。夫を何者かに殺害された心理学者のアビゲイル・タイラー博士が、2年前に目の前で起きた夫の死の真相を探るべく、街の患者たちを診ていくうちに事件の真相へと近づいていく。2000年10月に実在した事件であるという設定。
アラスカ州ノームでは多数の行方不明者が出ており、1960年代からFBIによる捜査訪問は2000回を超えるという。タイラー博士はノームで複数の不眠症を患う患者を診察するうち、複数の患者の共通点として、午前3時頃に同じような白くて目の大きいフクロウの夢を見ていたということが判明した。その点に着目した彼女は、彼らに対して催眠療法を行い、夢の正体を突き止めようとしたが、どういう訳か当時の記憶をほとんどの患者は思い出すことが出来なかった。しかし、うち1人の患者は「あれはフクロウではない」ということに気づき、フクロウと思い込んでいたものの正体を悟った途端、催眠中に錯乱し、不穏状態となってしまう。催眠から覚めた後もタイラー博士に「何も思い出していない」と告げ、彼は逃げるように家へと帰った。この時すでにタイラー博士はノームの住人が"the 4th kind"、いわゆる宇宙人による誘拐・拉致に遭っているのではないかという仮説を立て、夫の変死も関連性があるのではないかと考えたが、同席していた同僚のエイブル・キャンポス博士はこれに懐疑的であった。
翌日（10月3日）、帰宅したその患者が家族を人質にして自宅に立てこもり、無理心中を図るという事件が起きる。このときに彼が「自分が何をされたか思い出した。止める方法はこれしかない。」と叫んだ後に銃口を家族および自身に向けている様子が実際のテープに録画されていた。その晩、ボイスレコーダーの録音ボタンをオンにしたまま眠りについたタイラー博士は、ボイスレコーダーに身に覚えのない自身の奇妙な叫び声と、およそ人間の声とは思えない音が録音されていることに気づき、愕然とする。彼女の肩には身に覚えのない傷跡が瘢痕として残されていた。調べていくに連れ、亡き夫も生前、タイラー博士と同じ仮説のもとに、一人の言語学者へとコンタクトをはかっていたことが分かった。タイラー博士の依頼を受けたその言語学者は音声を解読し、ボイスレコーダーに残された謎の音声が、古代に滅びた言語であるシュメール語であることを突き止める。
さらにその翌日（10月4日）、催眠療法を受けたもう一人の患者をタイラー博士が訪ねた。本人の希望により2度目の催眠療法を行おうとするや否や突如彼は絶叫し、体は宙に浮き上がった。そして何らかの得体の知れない力によって頚椎を三本ねじ曲げられて骨折し、全身麻痺となってしまう。その様子をおさめたビデオにも、ノイズと共に謎の声が録音されていた。この時同席していたキャンポス博士もこの現象を目の当たりにし、タイラー博士の仮説を信じざるを得なくなる。タイラー博士の診療に関わった人間が立て続けに死亡、あるいは重傷を負ったことにより、ノームの町で警察署長をつとめるオーガスト保安官は、超常現象に関する彼女の証言には一切耳を貸さず、事件の重要参考人として彼女の行動を制限することにした。その矢先、彼女の娘アシュリーが忽然と姿を消すという重大な事件が起きる。アシュリーが姿を消した同時刻、タイラー博士の家の外で監視していた刑事が乗っていたパトカーの車載カメラの映像に、タイラー博士の家の上に巨大な飛行物体が現れる映像が残されており、刑事もその物体を目撃していた。タイラー博士はアシュリーが目の前で宇宙人に連れ去られていったのだと必死に説明するが、オーガスト保安官には信じてもらえず、身柄を拘束された。
翌日（10月5日）、娘を取り返す術を探るべく、タイラー博士はキャンポス博士に催眠をかけてもらうことにした。催眠により自身の身に起きた"the 4th kind"の体験を克明に思い出し、他の患者同様に錯乱し、絶叫するタイラー博士。ビデオには奇妙な映像と共に、シュメール語による戦慄のメッセージが記録されていた。この映像の後、タイラー博士は病院で目を覚ます。そしてキャンポス博士とオーガスト保安官が現れ、タイラー博士の夫の死の真相（拳銃自殺）を告げる。タイラー博士はその事実を認められず、今まで夫が誰かに殺されたという妄想を抱いて生きてきたことを思い知らされる。この時、オーガスト保安官は、今までの一連の事件は心を病んだタイラー博士が全ての原因と決めつけ、「一度壊れた心はそう簡単には元には戻らない」とタイラー博士に言い放つ。
すっかり荒んでしまった博士の心理状態、同僚の意見の食い違いなど謎は解明されないまま、何が正しいのか憶測を呼ぶ。そして、アシュリーは未だに見つけ出されていない。

## キャスト
| 役名                               | 俳優                       | 日本語吹替 |
| ---------------------------------- | -------------------------- | ---------- |
| アビゲイル（アビー）・タイラー博士 | ミラ・ジョヴォヴィッチ     | 本田貴子   |
| オーガスト保安官                   | ウィル・パットン           | 池田勝     |
| エイブル・キャンポス博士           | イライアス・コティーズ     | 中博史     |
| アウォロワ・オデュサミ博士         | ハキーム・ケイ＝カジーム   | 楠見尚己   |
| トミー                             | コーリイ・ジョンソン       | 西凜太朗   |
| スコット                           | エンゾ・シレンティ         | 津田健次郎 |
| アシュリー・タイラー               | ミア・マッケンナ＝ブルース | 釘宮理恵   |
| ロニー・タイラー                   | ラファエル・コールマン     | 浅野まゆみ |
| ウィリアム（ウィル）・タイラー博士 | ジュリアン・ヴェルゴフ     | 相原嵩明   |
| デリーザ                           | ダフネ・アレクサンダー     | 伊藤春香   |
| ジェシカ                           | サラ・ホートン             | 東條加那子 |
| シンディ                           | アリーシャ・シートン       | 大坂史子   |
| サラ                               | タイン・ラファエリ         | 安永亜季   |
| ライアン保安官補                   | エリック・ローレン         | 高橋研二   |

## 宣伝
本作の予告編は、映画の物語が「実際の事件」に基づいたものだと説明しているが、具体的な事件は明示していない。そのため、事件の証拠資料の存在やアビゲイル・タイラー博士が実在の人物であるかなどについてさまざまな憶測が流れた。
2009年9月1日付けで報告されたアンカレッジ・デイリーニューズの調査によると、映画が謳うノーム周辺の失踪事件に裏付けはなく、ノームにおける原因不明の死者の数は他のアラスカ州の都市と大差ないという。ノームを含む人里離れた地域では地形が厳しいのに加えアルコール使用障害患者の割合が高いことが、それらの地域での行方不明の多くに結びついているとするのが一致した意見である。
2009年11月12日、ユニバーサル・ピクチャーズは映画を実際の事件に基づいていると見せかけるためネット上のニュース記事や訃報を偽造したことを認め、「映画の宣伝のために偽造されたニュース記事に関する苦情を解決するため」アラスカ記者クラブに2万ドルの和解金を支払うことで合意した。